# Дъскотна
Дъско̀тна е село в Югоизточна България, община Руен, област Бургас.

## География
Село Дъскотна е разположено в Източна Стара планина, в подножията на Върбишка планина и Мандра баир, в долинно разширение на река Луда Камчия и река Казан дере. Климатът е преходно-континентален, почвите в землището са главно алувиални, алувиално-ливадни и излужени канелени горски почви.
През Дъскотна минава третокласният Републикански път III-208, който на север води през селата Билка, Аспарухово и Комунари към град Дългопол, а на юг – към град Айтос, с отклонение по третокласния Републикански път III-2085 към село Руен. Надморската височина в границите на Дъскотна на пътя е около 140 m от юг и около 120 m – от север, а в североизточната и югоизточната части на селото нараства до около 160 – 170 m. Северно от Дъскотна има гара на минаващата покрай селото железопътна линия Карнобат – Комунари, част от Главна железопътна линия № 3 Илиянци (София) – Варна. Дъскотна се обслужва и с автобусен транспорт.
От юг в близост с пътя тече Голяма река (Шиваровска, Боаздере), която се влива в Луда Камчия западно от селото.

## История
Първите данни за селото са от началото на 8 век, когато то влиза в пределите на Българската държава, като част от областта Загоре (представлявало е погранична крепост, останки от която и днес стоят непроучени докрай в близост до селото). Името идва от гръцката дума „дискос“ – плосък овален съд, поради заобиколеното котловинно поле, където е селото.
Селото се развива като погранично, като срещу задължението да охраняват прохода (Хондис или Сондис) хората са получавали права на свободни граждани. Първото наименование е Дискот, а след това през Дъскот, Дискотна и до днешното Дъскотна. Под името Дискотна селото се споменава в турски документи от 1676 г. Интересен факт е, че през времето на османското владичество името на селото не се е променило, което още веднъж доказва „автономния статут на хората му“.
Село Дъскотна е било център на бивша община в състав от 9 села.
В Държавен архив – Бургас се съхраняват документи от периода 1959 – 1995 г. на/за Обединено трудово кооперативно земеделско стопанство „Народен юмрук“ – село Дъскотна, Бургаско, което преминава през няколко промени на организацията и наименованието:
- Обединено трудово кооперативно земеделско стопанство „Народен юмрук“ – с. Дъскотна, Бургаско (1959 – 1975);
- Клоново стопанство – с. Дъскотна, Бургаско (1978 – 1983);
- Комплексна бригада – с. Дъскотна, Бургаско (1984 – 1989);
- Трудово кооперативно земеделско стопанство „Народен юмрук“ – с. Дъскотна, Бургаско (1989 – 1991);
- Земеделска кооперация „Балкан“ – с. Дъскотна, Бургаско (1991 – 1992)
- Ликвидационен съвет на Земеделска кооперация „Балкан“ – с. Дъскотна, Бургаско (1992 – 1995).

## Население
Населението на село Дъскотна наброява 710 души към 1934 г. и 863 към 1965 г., след колебания в числеността достига до 738 души (по текуща демографска статистика за населението) към 2018 г.

### Етнически състав
Преброяване на населението през 2011 г.
Численост и дял на етническите групи според преброяването на населението през 2011 г.:
|                     | Численост |
| Общо                | 825       |
| Българи             | 127       |
| Турци               | 651       |
| Цигани              | 28        |
| Други               | -         |
| Не се самоопределят | -         |
| Неотговорили        | 3         |

## Религии
В село Дъскотна се изповядват православно християнство и ислям.
Храм „Свети Архангел Михаил“ към февруари 2020 г. не фигурира в Националния регистър на храмовете в Република България.

## Обществени институции
Село Дъскотна към 2020 г. е център на кметство Дъскотна.
В село Дъскотна към 2020 г. има:
- действащо читалище „Съзнание – 1928 г.“;[11][12]
- действащо основно училище „Климент Охридски“;[13]
- действаща само на големи религиозни празници православна църква „Света Богородица“;[14]
- джамия „Хатидже Лале“;[15][16]
- пощенска станция.[17]

## Забележителности
- Долината на река Луда Камчия – с редуващи се вирове и бързеи, чиста и пълна с риба, както и на нейните притоци, вливащи се в района на селото:

– долината на Голяма река (Шиваровска) – с меандри и ждрело, с множесто воденици в миналото;
– долината на река Казан дере – чиста и с множество скалисти вирове.
- Стара и непроучена достатъчно крепост Калето, датирана от римско време.
- Паметна плоча от черен мрамор с размери 100/70 cm на стената на сградата на кметството, посветена на загиналите през Отечествената война, с надпис: „Загинали за Родината от с. Дъскотна, Айтоска околия; Слава на Героите!“ и списък на загиналите.[18]